# Унеюв
Уне́юв (пол. Uniejów) — місто в центральній Польщі, на річці Варта.
Належить до Поддембицького повіту Лодзького воєводства.

## Демографія
Демографічна структура станом на 31 березня 2011 року:
|          | Загалом | Допрацездатний вік | Працездатний вік | Постпрацездатний вік |
| -------- | ------- | ------------------ | ---------------- | -------------------- |
| Чоловіки | 1412    | 233                | 1003             | 176                  |
| Жінки    | 1607    | 241                | 904              | 462                  |
| Разом    | 3019    | 474                | 1907             | 638                  |